# Estación de Biberbrugg
La estación de Biberbrugg es una estación ferroviaria de la comuna suiza de Feusisberg y de Einsiedeln, en el Cantón de Schwyz.

## Historia y ubicación
La estación se encuentra ubicada en el norte de la comuna de Einsiedeln y al sur de la comuna de Feusisberg. Fue inaugurada en 1877 con la apertura de la línea férrea Wädenswil – Einsiedeln por parte del Wädenswil–Einsiedeln-Bahn, que posteriormente sería absorbido por  Schweizerischen Südostbahn (SOB). Cuenta con tres andenes, dos andenes centrales y un andén lateral, a los que acceden cuatro vías pasantes. A estas vías hay que sumar la existencia de una vía muerta para el apartado y estacionamiento de material ferroviario. 
En términos ferroviarios, la estación se sitúa en las líneas  Wädenswil – Einsiedeln y Pfäffikon SZ - Arth-Goldau. Sus dependencias ferroviarias colaterales son la estación de Schindellegi-Feusisberg hacia Wädenswil y Pfäffikon SZ, la Einsiedeln, donde finaliza la línea Wädenswil – Einsiedeln, y la estación de Altmatt en dirección Arth-Goldau.

## Servicios ferroviarios
Los servicios ferroviarios de esta estación están prestados por SOB (SüdOstBahn):

### Larga distancia
- IR Voralpen Romanshorn - Neukirch-Egnach - Muolen - Häggenschwil-Winden - Roggwil-Berg - Wittenbach - San Galo-San Fiden - San Galo - Herisau - Degersheim - Wattwil - Uznach - Schmerikon - Rapperswil - Pfäffikon - Wollerau - Biberbrugg - Arth-Goldau - Küssnacht am Rigi - Meggen Zentrum - Lucerna Verkehrshaus - Lucerna. Servicios cada hora.

### Regional
- R Einsiedeln - Biberbrugg.

### S-Bahn
S-Bahn Zug
Es la estación donde finaliza una de las líneas que forman la red de cercanías S-Bahn Zug, que junto la red S-Bahn Lucerna, conforman una gran red de cercanías en el centro de Suiza.
- S 31: Arth-Goldau – Rothenthurm – Biberbrugg

S-Bahn Zúrich
La estación está integrada dentro de la red de trenes de cercanías S-Bahn Zúrich, y en la que efectúan parada los trenes de varias líneas perteneciente a S-Bahn Zúrich:
- S 13 Wädenswil – Samstagern – Einsiedeln
- S 40 Rapperswil – Pfäffikon SZ – Samstagern – Einsiedeln